# Begonia crassicaulis
Espèce
Synonymes
- Gireoudia crassicaulis (Lindl.) Klotzsch[1]

Begonia crassicaulis est une espèce de plantes de la famille des Begoniaceae. Ce bégonia à tiges épaisses est originaire du Guatemala.

## Répartition géographique
Cette espèce est originaire du pays suivant : Guatemala.

## Classification
Begonia crassicaulis fait partie de la section Gireoudia du genre Begonia, famille des Begoniaceae. En classification phylogénétique APG IV (2016), comme classification phylogénétique APG III (2009), celle-ci est classée dans l'ordre des Cucurbitales, alors que dans la classification classique de Cronquist (1981) les Begoniaceae font partie de l'ordre des Violales.
Synonyme de B. U178 selon les codes standardisés de l'American Begonia Society (en).
L'espèce a été décrite en 1842 par John Lindley (1799-1865). L'épithète spécifique crassicaulis signifie « à tiges épaisses ».
Publication originale : Edwards's Botanical Register 28: misc. 22, t. 44. 1842.